# Exochus karazini
Exochus karazini là một loài tò vò trong họ Ichneumonidae.